# Laura Ann Kesling
Laura Ann Kesling (Scottsdale, Arizona; 25 de febrero de 2000) es una actriz estadounidense, más conocida por su papel como Bobbi en Bedtime Stories (2008).

## Biografía
Laura Kesling vivía en Phoenix, ahora vive en Manhattan Beach (California). Su padre es Rod Kesling, su madre es la golfista profesional Danielle Ammaccapane. Laura tiene un hermano, Denver Christian Kesling, que es cuatro años menor que ella. Laura empezó a actuar a los 8 años en Bedtime Stories (2008).

## Filmografía
| Año       | Título                      | Papel           | Notas                                                 |
| --------- | --------------------------- | --------------- | ----------------------------------------------------- |
| 2008      | Más allá de los sueños      | Bobbi           | Coprotagonista                                        |
| 2009      | Cómo conocí a vuestra madre | Nicole (8 años) | Serie de TV (Episodio "Sorry, Bro")                   |
| 2009      | Mujeres desesperadas        | Mia             | Serie de TV (Episodio "The Story of Lucy and Jessie") |
| 2009-2018 | The Middle                  | Dotty           | Serie de TV (12 episodios)                            |